# Медаль «Астана»
Меда́ль «Астана́» — памятная медаль Республики Казахстан, учреждённая на основании Указа Президента Республики Казахстан от 2 июня 1998 года № 3963 в честь презентации столицы Республики Казахстан.

## Положение о медали
Медалью награждаются граждане Республики Казахстан и иностранные граждане, внесшие значительный вклад в социально-экономическое развитие Казахстана, в обустройство и строительство столицы Республики Казахстан.

## Описание
Памятная медаль «Астана» имеет форму круга диаметром 34 мм и изготавливается из сплава томпак.
На аверсе медали изображено здание резиденции Президента Республики Казахстан в городе Астана. На втором плане слева здание Парламента Республики Казахстан, справа — высотное здание. В верхней части медали фрагмент солнца с Государственного Флага Республики Казахстан, под солнцем расположена надпись «Қазақстан». В нижней части медали расположена надпись «Астана», выполненная шрифтом в тюркском стиле. Под надписью находится элемент национального орнамента.
На реверсе медали в центре изображён мифический крылатый барс. Под ним дата «1998». По окружности расположены надписи «СТОЛИЦА», «АСТАНА», «CAPITAL», разделённые звёздочками.
Медаль при помощи ушка и кольца соединяется с колодкой пятиугольной формы. Высота колодки — 50 мм, наибольшая ширина — 50 мм. Колодка обтягивается лентами: левая нижняя — красного цвета, правая верхняя — цвета Государственного флага Республики Казахстан (голубая).
Медаль изготовлена на Казахстанском монетном дворе в Усть-Каменогорске.